# Harald Stamm
Harald Stamm (* 29. April 1938 in Frankfurt am Main) ist ein deutscher Opernsänger (Bass) und Gesangspädagoge.

## Leben
Stamm wuchs in Bingen auf. Nach dem Abitur am örtlichen Stefan-George-Gymnasium und anschließendem Studium von Geographie, Biologie und Sport an der Uni Mainz war er als Lehrer in tätig und nahm währenddessen privaten Gesangsunterricht bei Franz Fehringer. Er brach seinen erlernten Beruf nach Referendariat und Assessorenzeit ab und wechselte an die Oper.
Stamm hatte Engagements an den Bühnen von Gelsenkirchen (1968), Kassel und Köln. 1973 wurde er ständiges Mitglied des Ensembles der Staatsoper Hamburg.
1979 gelang ihm mit dem Sarastro aus der Zauberflöte, seiner Paraderolle, an der Metropolitan Opera der internationale Durchbruch. 1987 hatte er in der Rolle des Raimondo in Lucia di Lammermoor sein Debüt in Covent Garden.
1988 wurde Harald Stamm vom Senat der Hansestadt Hamburg zum Kammersänger ernannt.
Von 1993 bis 2003 war Stamm Professor für Gesang an der Universität der Künste Berlin. Als Veit Pogner in Richard Wagners Die Meistersinger von Nürnberg gab Stamm am 1. Juni 2009 seine Abschiedsvorstellung an der Staatsoper Hamburg und ist seither nur noch pädagogisch tätig.
Stamm lebt heute in Hamburg.

## Auszeichnungen
- 1967: Internationaler-Schubert-Wettbewerb, Wien
- 1968: VDMK-Wettbewerb, Berlin
- 1989: Ernennung zum Hamburger Kammersänger

## Diskografie
- Claudio Monteverdi (bearb. Henze): Il ritorno d’Ulisse in patria, Livemitschnitt von den Salzburger Festspielen am 11. August 1985. Orfeo D’or 2000
- Franz Schreker: Der Schatzgräber. Live aus der Staatsoper Hamburg. Capriccio 1989
- Carl Ditters von Dittersdorf: Doktor und Apotheker. Bayer Records 1981
- Robert Schumann: Szenen aus Goethes Faust. EMI 1981
- Robert Schumann: Genoveva, Live aus der Staatsoper Hamburg. 1992
- Robert Schumann: Manfred. Koch/Schwann 2002
- Lieder von Brahms, Wolf und Schubert. Bellaphon 1989
- Romantic Bass Duets (mit Kurt Moll 1983/86). Koch/Schwann 2001
- Joseph Haydn: Die Schöpfung. Live Hiroshima Konzert 1990
- Paul Hindemith: Das Nusch-Nuschi. Wergo 1996
- Paul Hindemith: Cardillac. Wergo 1988
- Paul Hindemith: Mathis der Maler. Aufnahme von 1990. Wergo 1996
- Egon Wellesz: Die Bakchantinnen. Orfeo, 1999
- Louis Spohr: Faust. Deutschlandradio 1984
- Gustav Mahler: Sinfonien 1–10 und Das Lied von der Erde. Denon 1994
- Gioachino Rossini: Guillaume Tell. Live aus der Staatsoper Hamburg. Myto 1974
- Giuseppe Verdi: Aida. Deutsche Oper Berlin. Ponto 1982
- Saint-Saens: Samson et Dalila. ORF, Koch-Schwann 1988
- Jacques Offenbach: Les contes d’Hoffmann. 1989

## Veröffentlichungen
Kraftvoll entspanntes Singen: Anleitung zur Technik nebst einigen Ratschlägen für junge Opern- und Konzertsänger. Taschenbuch, Thiasos Musikverlag, Oktober 2002, ISBN 978-3-98052-446-9